# Lisboa (pel·lícula)
 Lisboa és una pel·lícula argentina filmada en color dirigida per Antonio Hernández sobre el seu propi guió escrit en col·laboració amb Enrique Brasó que es va estrenar el 29 d'abril de 1999 a l'Argentina i el 23 de juliol de 1999 a Espanya i que va tenir com a actors principals a Sergi López i Ayats, Carmen Maura, Federico Luppi i Antonio Birabent.

## Sinopsi
João és un viatjant de comerç portuguès que ven cintes de vídeo i cassets musicals auxilia a una dona, Berta, que recorre a ell perquè la porti fins a Lisboa. Accepta i després el panorama es complica.

## Repartiment
- Sergi López i Ayats João
- Carmen Maura Berta
- Federico Luppi José Luis
- Antonio Birabent Carlos
- Laia Marull Verónica
- Miguel Palenzuela
- Saturnino García Bruno
- Miguel Palenzuela Aurelio
- Antonio Hernández
- Marisa Madruga
- María Bermúdez de Castro
- Vicente Hernán
- Gonzalo Durán
- José Miguel Caballero
- Juanjo Bermúdez de Castro
- Carmen Arbex
- José Luis Gil

## Premis i candidatures
Festival de Màlaga
- Sergi López, guanyador del Premi Biznaga de Plata al millor actor.

Premi Goya
- Carmen Maura candidata al Premi Goya a la millor interpretació femenina protagonista.

## Comentaris
M. Torreiro a El País va escriure:
| « | «Com en tot thriller, aquí les convencions del gènere estan també al servei no sols de les tribulacions de les seves criatures, sinó d'una visió de l'actual societat espanyola, tan inclement com inobjetable.» | » |

Javier Porta Fouz a El Amante del Cine va escriure:
| « | «Sembla una història contada en exteriors, sense pretensions al·legòriques ni declaracions superficials, pot, almenys, caure simpàtica.» | » |

 Diego Battle a La Nación va opinar:
| « | «...té un interessant plantejament inicial, una intel·ligent estructura narrativa, però resulta una pel·lícula sense fil conductor, forçada i fins amb errors en la construcció espai-temporal, però els seus intèrprets mai arriben a lluir-se. Ofereix alguns climes atractius, però els principals conflictes dramàtics no funcionen...és una mena de crònica d'alguna cosa que va poder haver estat però que en pantalla gairebé mai es concreta.» | » |